# USS Enterprise (1961)
De USS Enterprise (CVN-65), voorheen CVA(N)-65, is 's werelds eerste vliegdekschip met kernaandrijving en het achtste schip van de Amerikaanse Marine met deze naam en nummer negen momenteel onder constructie. Het schip heeft de bijnaam Big E, net zoals het gelijknamige vliegdekschip uit de Tweede Wereldoorlog.
Het schip heeft een lengte van 342 meter en is daarmee het langste oorlogsschip ter wereld. Tot de komst van de USS Nimitz, in 1975, was het ook het zwaarste oorlogsschip ooit gebouwd. Het schip heeft een waterverplaatsing van 93.500 ton (beladen). De Enterprise is het enige Amerikaanse marineschip met meer dan twee kernreactoren aan boord voor de voortstuwing; het heeft er acht.
De Enterprise werd op 12 januari 1962 in dienst gesteld en is op 11 maart 2012 begonnen aan haar laatste vaart. De USS Gerald R. Ford (CVN-78) heeft de Big-E vervangen op 22 juli 2017. De Big-E is op 1 december 2012 uit dienst gesteld. Het schip heeft meer dan 50 jaar gevaren. Het kwam ook voor in de film "Top Gun" uit 1986.
In afwachting van de ontmanteling en afbraak ligt het schip voor anker in de Hampton Roads.